# Туризм в Антарктиде
Туризм в Антарктиде начался с организации морских круизов в 1960-х годах, включая поездки на частных яхтах с конца 1960-х. Авиаперелёты в Антарктиду начались в 1970-х годах с экскурсионных полетов из Австралии и Новой Зеландии, и были возобновлены в 1990-х годах. Туристический сезон в Антарктиде проходит во время лета в Южном полушарии и длится с ноября по март. В сезон 1999/2000 годов Антарктиду посетило 14762 туриста, большинство из них — в морских круизах, в сезон 2009/2010 годов — почти 40 тысяч туристов.

## Посещение Антарктиды
В соответствии с Договором об Антарктике туристические компании должны иметь разрешение на посещение Антарктиды. Многие морские круизы в Антарктиду включают высадку на побережье континента на непотопляемых лодках компании Zodiac Marine & Pool или на вертолете.
Существует возможность добраться до Антарктиды и с помощью авиационных мостов, например из Чили или ЮАР. Полёт на ИЛ-76 занимает около 5 часов из Кейптауна до российской антарктической станции Новолазаревской, расположенной в Антарктиде на земле Королевы Мод, примерно в 130 км от ледового барьера, побережья океана.
Программа некоторых туров в Антарктиду включает такие виды услуг как альпинизм, катание на лыжах, а также посещение Южного полюса.

## Морские круизы
В 1920-х годах почтовое судно Фолклендских островов ежегодно осуществляло рейсы в район Южных Шетландских островов и Южных Оркнейских островов, куда доставляло почту и обслуживало китобоев. Судно брало на борт небольшое количество туристов, которые приобретали билеты в оба конца; это были, вероятно, первые коммерческие туры в Антарктиде.
Первую коммерческую поездку на корабле в Антарктиду в наше время организовал шведско-американский предприниматель и путешественник Ларс-Эрик Линдблад в 1969 году на специально построенном лайнере MV Explorer. Многие морские круизы в Антарктиду начинаются в порту Ушуая в Аргентине. Стоимость круиза может составлять от $3000 до $30000 в зависимости от выбранного маршрута и туроператора.
Некоторое количество морских круизов осуществляется в море Росса и Восточную Антарктику (залив Содружества). Туристическая компания из Новой Зеландии Heritage Expeditions несколько раз в год организует в эти районы круизы на собственном научно-исследовательском судне «Дух Эндерби».

## Яхтинг
Рейсы частных яхт к Антарктиде начались с конца 1960-х годов, первый обход вокруг Антарктиды на яхте совершил полинезийский учёный Дэвид Генри Льюис в 1972 году. В настоящее время ежегодно около 30 яхт посещают Антарктический полуостров, который находится в относительно тёплом «банановом поясе». Имеются 4-дневные круизы в Антарктиду от острова Огненная Земля в Аргентине (из Ушуаи) и с Фолклендских островов (из Стэнли).

## Авиарейсы
Самые первые авиаперелёты к Антарктиде были произведены из Чили в 1958 году, после чего беспосадочные авиарейсы в Антарктиду из Австралии и Новой Зеландии были осуществлены в 1977—1979 годах, затем в 1994 году возобновились авиаперелёты из Австралии. Эти рейсы расценивались как внутренние, а не международные, хотя рейсы авиакомпании Air New Zealand имели международную кодировку TE. Рейсы австралийской авиакомпании Qantas были чартерными. Часть рейсов Air NZ также была чартерными, другая часть была нерегулярными, билеты на них продавали как сами авиакомпании, так и агенты. В Японии продавались пакетные туры в Антарктиду с сэром Эдмундом Хиллари в качестве гида, которые пользовались большой популярностью. Продолжительность авиаперелёта составляла от 12 до 14 часов, из которых 4 часа составлял полёт над Антарктидой.
Компания Qantas начала рейсы в Антарктиду 13 февраля 1977 года, организатором выступил предприниматель из Сиднея Дик Смит. К 1979 году было осуществлено 27 полетов и перевезено более 7000 пассажиров. Чаще всего для перелётов использовался Boeing 747Bs, с вылетами из Сиднея, Мельбурна или Перта. Имелось два «ледяных» маршрута. Один из них пролегал вдоль берега Георга V до французский базы на Земле Адели с возвращением через южный магнитный полюс. Другой маршрут проходил через Землю Котса и северную часть Земли Виктории до острова Росса. В 1977 один из перелётов проходил над проливом Мак-Мердо и горой Эребус. Некоторые короткие рейсы из Мельбурна выполняли самолёты Boeing 707S. Авиарейсы из Австралии в Антарктиду были прекращены в 1980, но возобновились в 1994 году, компания Antarctica Flights ежегодно организует многочисленные экскурсионные полеты из Австралии.
Air New Zealand начала полёты в Антарктиду 15 февраля 1977 года. Было осуществлено шесть рейсов в 1977 году, четыре — в 1978 году, и четыре — в 1979 году. Последним был рейс 901, состоявшийся 28 ноября 1979 года и окончившийся катастрофой — самолёт врезался в гору Эребус, погибли все 237 пассажиров и 20 членов экипажа. Рейсы выполняли самолёты DC-10, поначалу полёты производились из Окленда до пролива Мак-Мердо, позднее маршруты доходили до середины пролива и базы Скотт, острова Росса и горы Эребус. Во время полёта самолёты опускались достаточно низко для осмотра пролива Мак-Мердо, но не могли при этом снижать скорость.

## Активные виды отдыха
Турфирмы, организующие туры в Антарктиду, предоставляют на её территории такие услуги, как походы на снегоступах, катание на лыжах и многие другие. Это привлекает в Антарктиду всё большее количество организованных туристов. В то же время в сфере самостоятельного классического спортивного туризма (пешего, лыжного, горного) Антарктида пока остаётся малопосещаемой областью Земного шара. Как правило, большинство туристических маршрутов локализованы на определённых территориях и совершаются в составе туристических групп с опытными гидами. Экстремальные туристические походы высокой категории сложности (такие как походы на Южный полюс с побережья или трансконтинентальные походы) очень редки и совершаются при гласной и негласной правительственной поддержке. Так же редки и походы среднего уровня сложности, совершаемые спортсменами-туристами, организованные самостоятельно, с привлечением собственных финансов, с маршрутами, проложенными вдали от наиболее посещаемых районов.

## Правовое регулирование
Экологический протокол к Договору об Антарктике не рассматривает специально вопросов туризма, но его положения неизбежно касаются туристической деятельности, поскольку выполнение условий протокола является обязательным для всех посетителей Антарктиды, как государственных организаций, так и участников частных поездок.
В 1994 году страны — участники Договора выработали дальнейшие рекомендации по вопросам туризма и деятельности негосударственных организаций в Антарктиде. Это «Руководство для посетителей Антарктиды» предназначено для разъяснения посетителям континента их обязанностей в соответствии с Договором об Антарктике и Экологическим протоколом. Документ касается защиты диких животных Антарктики и охраняемых территорий в интересах научных исследований, личной безопасности и воздействия на окружающую среду. Руководство также требует от организаторов туристических поездок в Антарктиду предварительного уведомления о поездке в уполномоченных национальных органов, оценки потенциальных воздействий на окружающую среду, способности справляться с чрезвычайными экологическими ситуациями, такими как разливы нефти, надлежащей утилизации отходов и уважения к окружающей среде Антарктиды и научно-исследовательской деятельности. В руководстве вкратце изложены детальные процедуры, которым необходимо следовать при планировании поездки, во время пребывания в зоне действия Договора об Антарктиде и по окончании поездки.
Компании-туроператоры организовали Международную ассоциацию антарктических туристических операторов (англ. International Association of Antarctic Tour Operators) для обеспечения безопасности и повышения экологической ответственности среди организаторов туров в Антарктиду. Большинство туристов, посещающих Антарктиду, являются клиентами компаний — членов ассоциации.
Отдельные страны также ввели меры по минимизации последствий экологического ущерба от туристической деятельности в Антарктиде. Так, в Чили капитанов судов, которые совершают рейсы в Антарктиду, обязывают пройти месячный курс навигации в Антарктике. Новая Зеландия направляет представителя правительства на все суда, посещающие остров Росса, в целях контроля за соблюдением положений Договора об Антарктике и Экологического протокола. Также ведётся мониторинг состояния конкретных участков Антарктиды для определения того, следует ли продолжать доступ туристам в конкретную область.